# Râmnicu Vâlcea

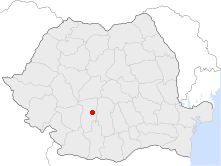
Stadens läge i Rumänien.

Râmnicu Vâlcea är en stad i Rumänien. Staden hade en befolkning på 98 776 invånare enligt folkräkningen 2011 och är administrativ huvudort för județet Vâlcea.